# Männer-Handballnationalmannschaft der Gemeinschaft Unabhängiger Staaten
Die Männer-Handballnationalmannschaft der Gemeinschaft Unabhängiger Staaten vertrat die Gemeinschaft Unabhängiger Staaten (GUS) in Länderspielen im Handball der Männer.

## Geschichte
Nach dem Zerfall der Sowjetunion wurde die GUS gegründet. In ihr waren Nachfolgestaaten der UdSSR organisiert. Nationale Folgemannschaften der Mitgliedsstaaten wurden erst später begründet.
Das erste Länderspiel bestritt die Auswahl bei der 24:29-Niederlage am 22. Dezember 1991 in Wismar gegen Deutschland, nur einen Tag nach dem letzten Länderspiel der sowjetischen Nationalmannschaft in Flensburg gegen Deutschland (19:21).
Im Januar 1992 nahm die Mannschaft an der sechsten Ausgabe des World Cups in Schweden teil. Dort besiegte das Team in der Vorrunde Ungarn (26:21), die Tschechoslowakei (29:23) und Jugoslawien (24:21). Im Halbfinale unterlag man Schweden mit 26:31, im Spiel um Platz 3 Spanien mit 17:23.
Nach einem Testspiel gegen Frankreich am 12. Februar 1992 in Nîmes (24:22) nahm die Auswahl am Tournoi de Bercy in Paris teil. Dort besiegte man Rumänien 30:26, Ägypten mit 26:25 und Frankreich mit 24:20.

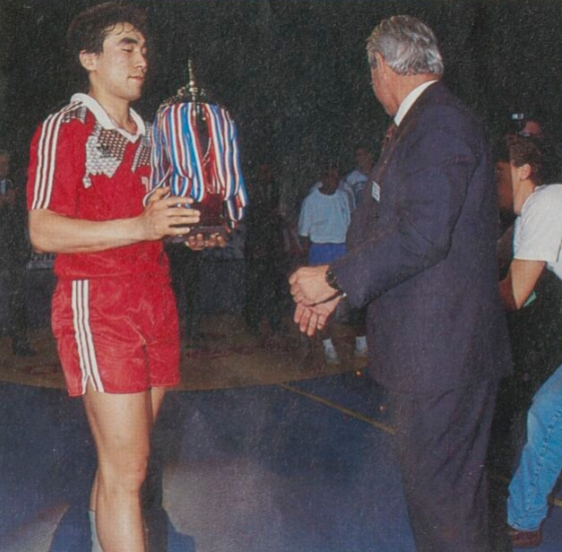
Talant Dujshebaev wird zum besten Spieler des Tournoi de Bercy 1992 gekürt.

Im Mai 1992 nahm man an der Challenge Georges Marrane, einem Turnier mit sieben Nationalmannschaften sowie dem gastgebenden Verein US Ivry HB in Paris, teil. In der Vorrunde schlug man Rumänien 33:23, die Tschechoslowakei 30:16 und US Ivry HB 26:17. Im Halbfinale besiegte man Kuba mit 31:27 und im Finale Schweden mit 22:19.
Im Juni 1992 gewann man im französischen Castelnau-le-Lez ein Sechs-Nationen-Turnier mit Italien, Ungarn (26:24), Tschechoslowakei, Frankreich (23:22) und Schweden (20:20).
Am 10. und 11. Juli 1992 bestritt das Team zwei Testspiele gegen Ungarn in Cegléd (22:21) und in Kalocsa (22:22).
Bei den Olympischen Spielen 1992 trat offiziell ein Vereintes Team genannter Zusammenschluss an; als Flagge wurde die olympische Fahne verwendet. Das Team übernahm den Startplatz der sowjetischen Nationalmannschaft, die sich durch den zweiten Platz bei der Weltmeisterschaft 1990 qualifiziert hatte. In der Gruppe B besiegte die Auswahl des Vereinten Teams Deutschland mit 25:15, Frankreich mit 23:22, Ägypten mit 22:18, Spanien mit 24:18 und Rumänien mit 27:25. Im Halbfinale bezwang man Island mit 23:19. Im olympischen Finale besiegte die Mannschaft von Trainer Spartak Mironowitsch die Schweden mit 22:20.

## Spieler

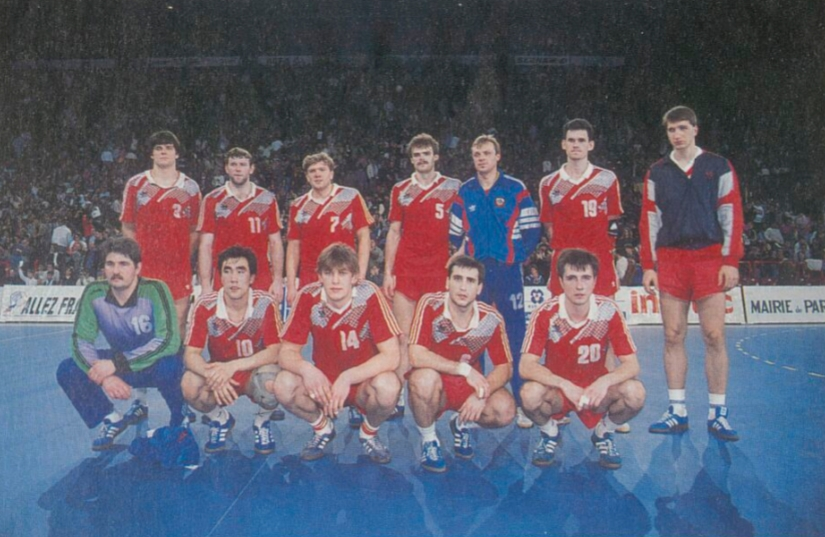
Die Auswahl der GUS beim Tournoi de Bercy 1992: Dmitri Kudinow, Michael Jakimowitsch, Serhij Bebeschko, Andrei Minevski, Alexander Minevski, Igor Wassiljew, Gennadij Chalepo (h.v.l.), Igor Tschumak, Talant Dujshebaev, Oleg Grebnew, Jurij Hawrylow, Dmitri Filippow (v.v.l.).

- World Cup 1992:

Kader: (mglw. unvollständig), Alexander Minevski, Igor Tschumak, Waleri Gopin, Wassili Kudinow, Andrej Barbaschynski, Jurij Hawrylow, Juri Nesterow, Talant Dujshebaev, Michail Jakimowitsch, Oleg Kisseljow, Andrei Tjumenzew, Dmitri Filippow, Serhij Bebeschko. Trainer: Spartak Mironowitsch
- Olympische Spiele 1992:

Kader: Andrei Lawrow, Igor Wassiljew, Jurij Hawrylow, Andrej Barbaschynski, Serhij Bebeschko, Waleri Gopin, Wassili Kudinow, Talant Dujshebaev, Michail Jakimowitsch, Oleg Grebnew, Oleg Kisseljow, Igor Tschumak, Andrej Minevski (ohne Einsatz), Pawel Sukosjan (ohne Einsatz), Dmitri Filippow (ohne Einsatz), Wjatscheslaw Gorpischin (ohne Einsatz). Trainer: Spartak Mironowitsch

## Folgemannschaften
| Land          | Nationalmannschaft | Konföderation |
| ------------- | ------------------ | ------------- |
| Armenien      | Armenien           | EHF           |
| Aserbaidschan | Aserbaidschan      | EHF           |
| Belarus       | Belarus            | EHF           |
| Kasachstan    | Kasachstan         | AHF           |
| Kirgisistan   | Kirgisistan        | AHF           |
| Moldau        | Moldau             | EHF           |
| Russland      | Russland           | EHF           |
| Tadschikistan | Tadschikistan      | AHF           |
| Turkmenistan  | Turkmenistan       | AHF           |
| Ukraine       | Ukraine            | EHF           |
| Usbekistan    | Usbekistan         | AHF           |